# Stamsried

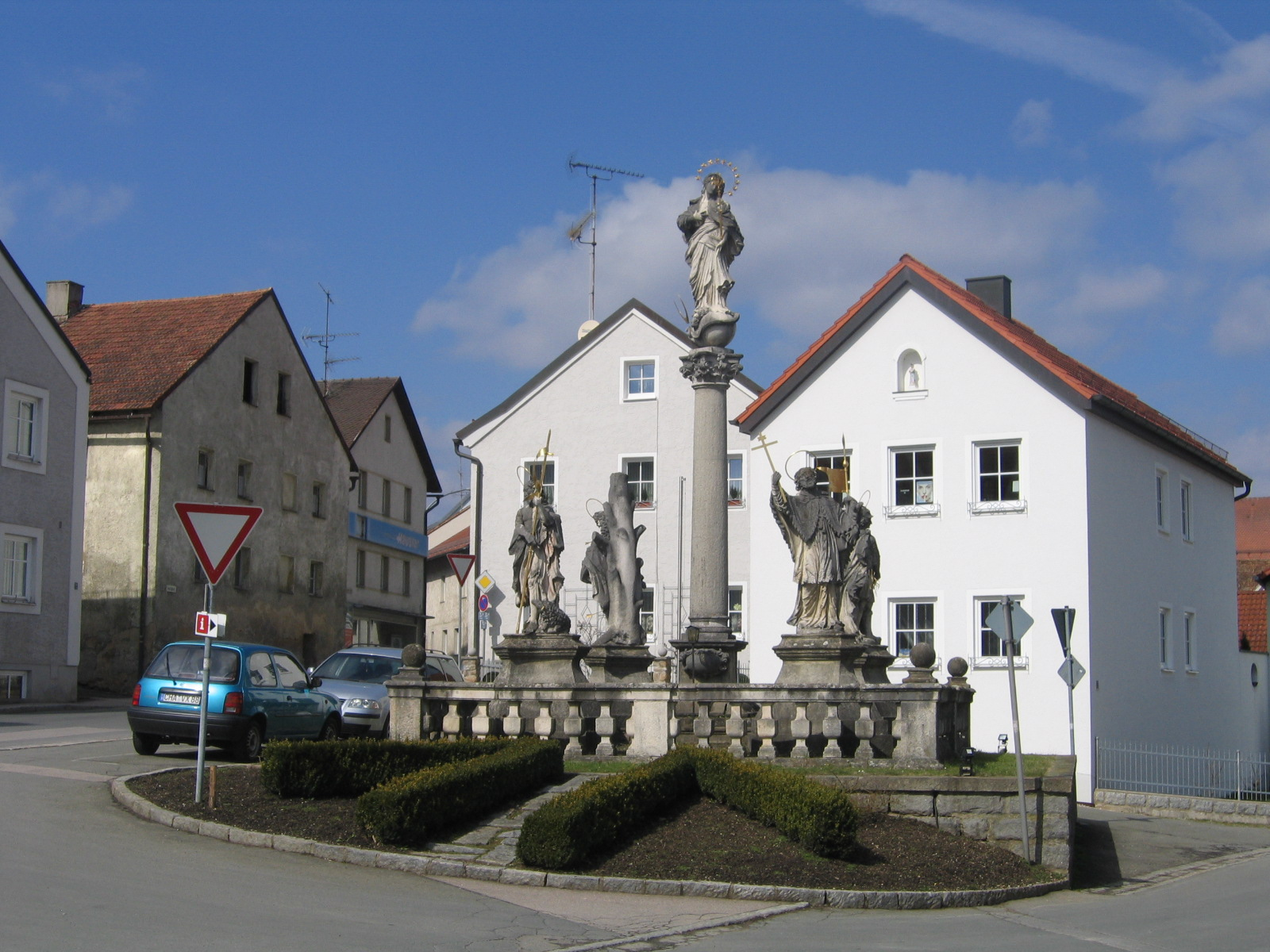
Stamsried

Stamsried este o comună-târg din districtul Cham, regiunea administrativă Palatinatul Superior, landul Bavaria, Germania.